# 啤酒花菟丝子
啤酒花菟丝子（学名：Cuscuta lupuliformis）为旋花科菟丝子属下的一个种。

## 扩展阅读
維基物種上的相關：啤酒花菟丝子